# Eskild Ebbesen
Eskild Ebbesen (ur. 27 maja 1972 w Silkeborgu) – duński wioślarz, trzykrotny mistrz olimpijski, sześciokrotny mistrz świata.
Pięciokrotny uczestnik igrzysk olimpijskich, z których zawsze przywoził medale. Trzykrotnie złoty i dwukrotnie brązowy medalista igrzysk, dziewięciokrotny medalista mistrzostw świata, w tym sześciokrotny mistrz.

## Osiągnięcia
- Mistrzostwa Świata Juniorów – Aiguebelette-le-Lac 1990 – czwórka podwójna – 12. miejsce
- Mistrzostwa Świata – Roudnice 1993 – ósemka wagi lekkiej – 2. miejsce
- Mistrzostwa Świata – Indianapolis 1994 – ósemka wagi lekkiej – 1. miejsce
- Mistrzostwa Świata – Tampere 1995 – ósemka wagi lekkiej – 2. miejsce
- Igrzyska Olimpijskie – Atlanta 1996 – czwórka bez sternika wagi lekkiej – 1. miejsce
- Mistrzostwa Świata – Aiguebelette-le-Lac 1997 – czwórka bez sternika wagi lekkiej – 1. miejsce
- Mistrzostwa Świata – Kolonia 1998 – czwórka bez sternika wagi lekkiej – 1. miejsce
- Mistrzostwa Świata – St. Catharines 1999 – czwórka bez sternika wagi lekkiej – 1. miejsce
- Igrzyska Olimpijskie – Sydney 2000 – czwórka bez sternika wagi lekkiej – 3. miejsce
- Mistrzostwa Świata – Lucerna 2001 – czwórka bez sternika wagi lekkiej – 2. miejsce
- Mistrzostwa Świata – Sewilla 2002 – czwórka bez sternika wagi lekkiej – 1. miejsce
- Mistrzostwa Świata – Mediolan 2003 – czwórka bez sternika wagi lekkiej – 1. miejsce
- Igrzyska Olimpijskie – Ateny 2004 – czwórka bez sternika wagi lekkiej – 1. miejsce
- Mistrzostwa Świata – Monachium 2007 – czwórka bez sternika wagi lekkiej – 6. miejsce
- Igrzyska Olimpijskie – Pekin 2008 – czwórka bez sternika wagi lekkiej – 1. miejsce
- Mistrzostwa Świata – Bled 2011 – czwórka bez sternika wagi lekkiej – 5. miejsce
- Igrzyska Olimpijskie – Londyn 2012 – czwórka bez sternika wagi lekkiej – 3. miejsce